# Bankia philippinensis
Bankia philippinensis is een tweekleppigensoort uit de familie van de Teredinidae. De wetenschappelijke naam van de soort is voor het eerst geldig gepubliceerd in 1927 door Bartsch.